# لوثر جونسون (موسيقي)
لوثر جونسون (بالإنجليزية: Luther Johnson)‏ هو موسيقي ومغني ومغن مؤلف أمريكي، ولد في 11 أبريل 1939 في إيتا بينا في الولايات المتحدة.

## وصلات خارجية
- لوثر جونسون على موقع IMDb (الإنجليزية)
- لوثر جونسون على موقع ميوزك برينز (الإنجليزية)
- لوثر جونسون على موقع ميوزك برينز (الإنجليزية)
- لوثر جونسون على موقع ميوزك برينز (الإنجليزية)
- لوثر جونسون على موقع ديسكوغز (الإنجليزية)